# Bernovits Gusztáv (építész)
Bernovits Gusztáv (Kassa, 1866 – Munkács, 1932) magyar építész.

## Élete
Életéről kevés adat ismert. Budapesten működött a 20. század elején, historizáló stílusú (neoreneszánsz, rokokó) bérházak tervezése fűződik a nevéhez. Az épületeinek tagozatait a második világháború után elpusztították.
Munkácson városi építészként ő irányította a városháza építését.

### Családja
Édesapja Bernovits Gusztáv (1840. – 1897. január 19.), édesanyja Haltenberger Mária Emília Karolina (1844. január – 1901. november 22.).
Feleségét Kubai Jozefának (1873. – 1945.) hívták. Gyermekei:
- Bernovits Mária (1894. május 17. – 1944. december 10.)[6]
- Bernovits Ilona (1898. január 28. – 1970. február 18.)[7]
- Bernovits Margit Vilma Aranka (1900. március 4. – 1992.)[8]

## Ismert épületei
- 1895: Deutsch-bérház, Budapest, Dráva u. 6.[9] (homlokzata átalakítva)
- 1895: Kresz-bérház, Budapest, Dráva u. 8.[9]
- 1895: Bodánszky-bérház, Budapest, Tisza u. 3.[10]
- 1895: Pallaster-bérház, Budapest, Tisza u. 12.[11]
- 1895: Engel-bérház, Budapest, Tisza u. 14.[11]
- 1895–1896: Reichert-bérház, Budapest, Dráva u. 10. / Hegedüs Gyula u. 105.[12] (homlokzata átalakítva)
- 1896: Deutsch-bérház, Budapest, Visegrádi u. 92.[13] (homlokzata átalakítva)
- 1896–1897: Deutsch-bérház, Budapest, Hegedűs Gyula u. 103.[14] (homlokzata átalakítva)
- 1898: Fodor-bérház, Budapest, Kresz Géza u. 17.[15] (homlokzata átalakítva) – a lépcsőházakat 1909-ben Kosztolányi-Kann Gyula tervei alapján átépítették

### Tervben maradt
- 1891: iskolaépület, Budapest, Toldy Ferenc u. 28-30.[16]

## Képtár

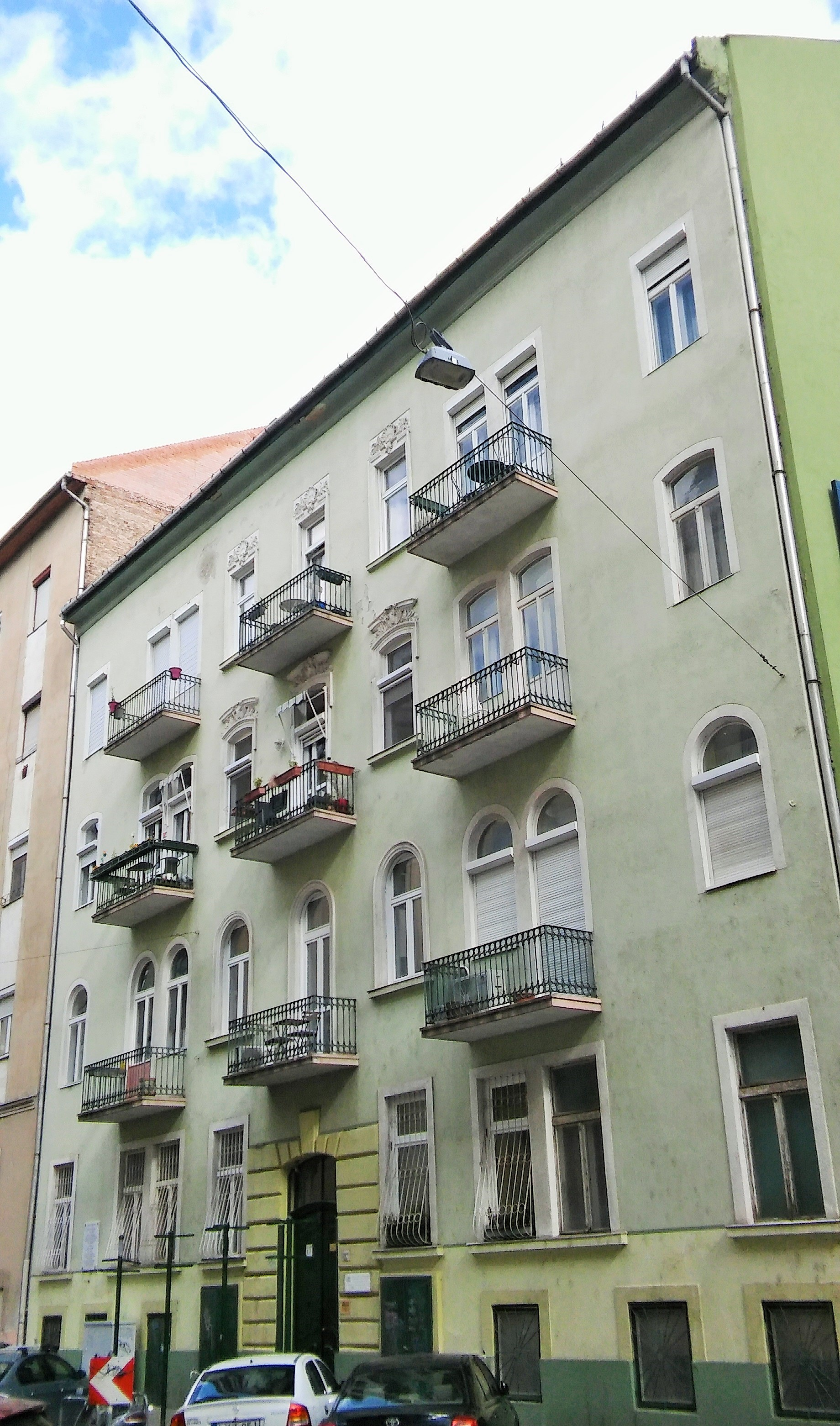
Kresz Géza u. 17.
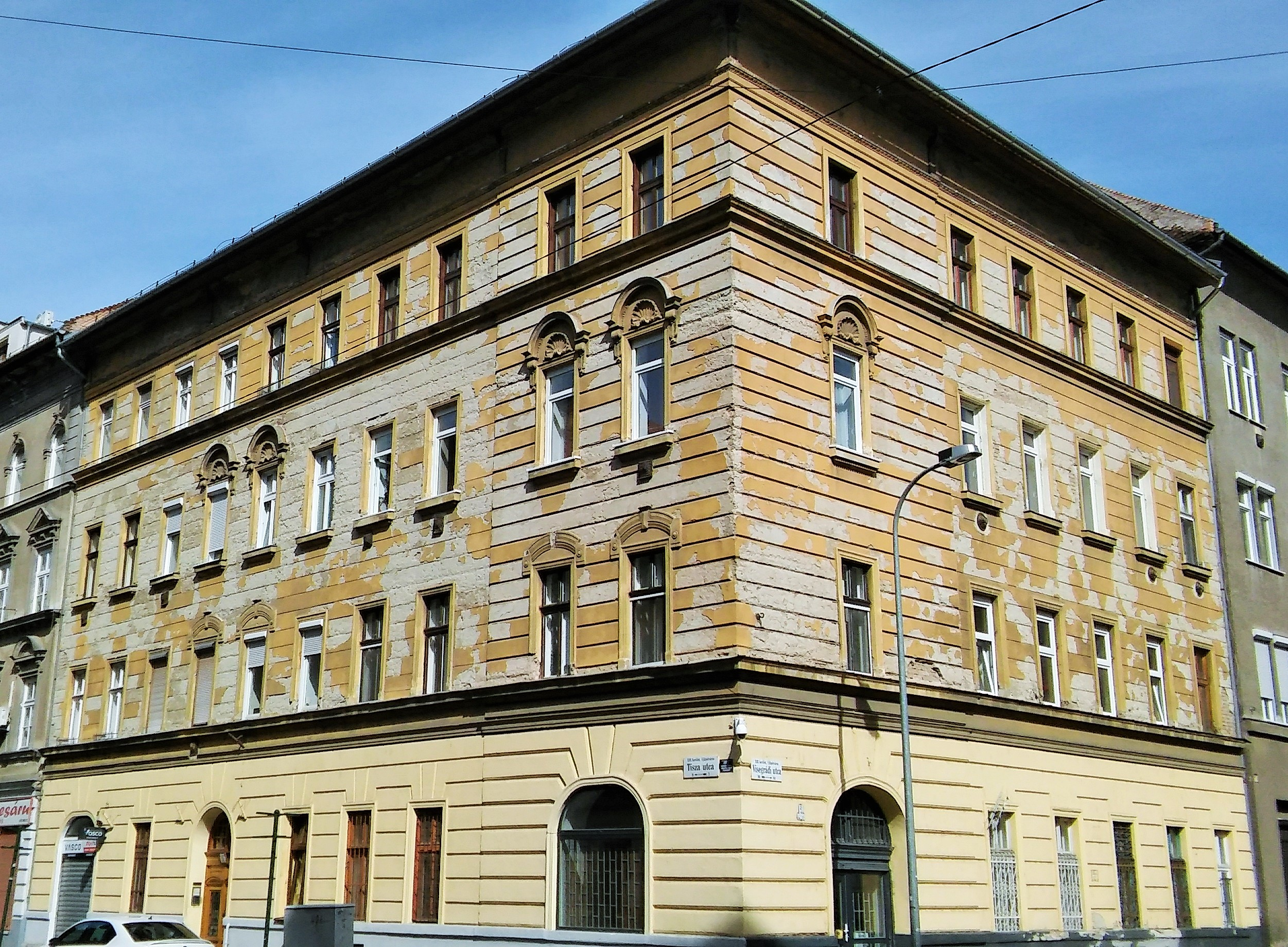
Tisza u. 3.
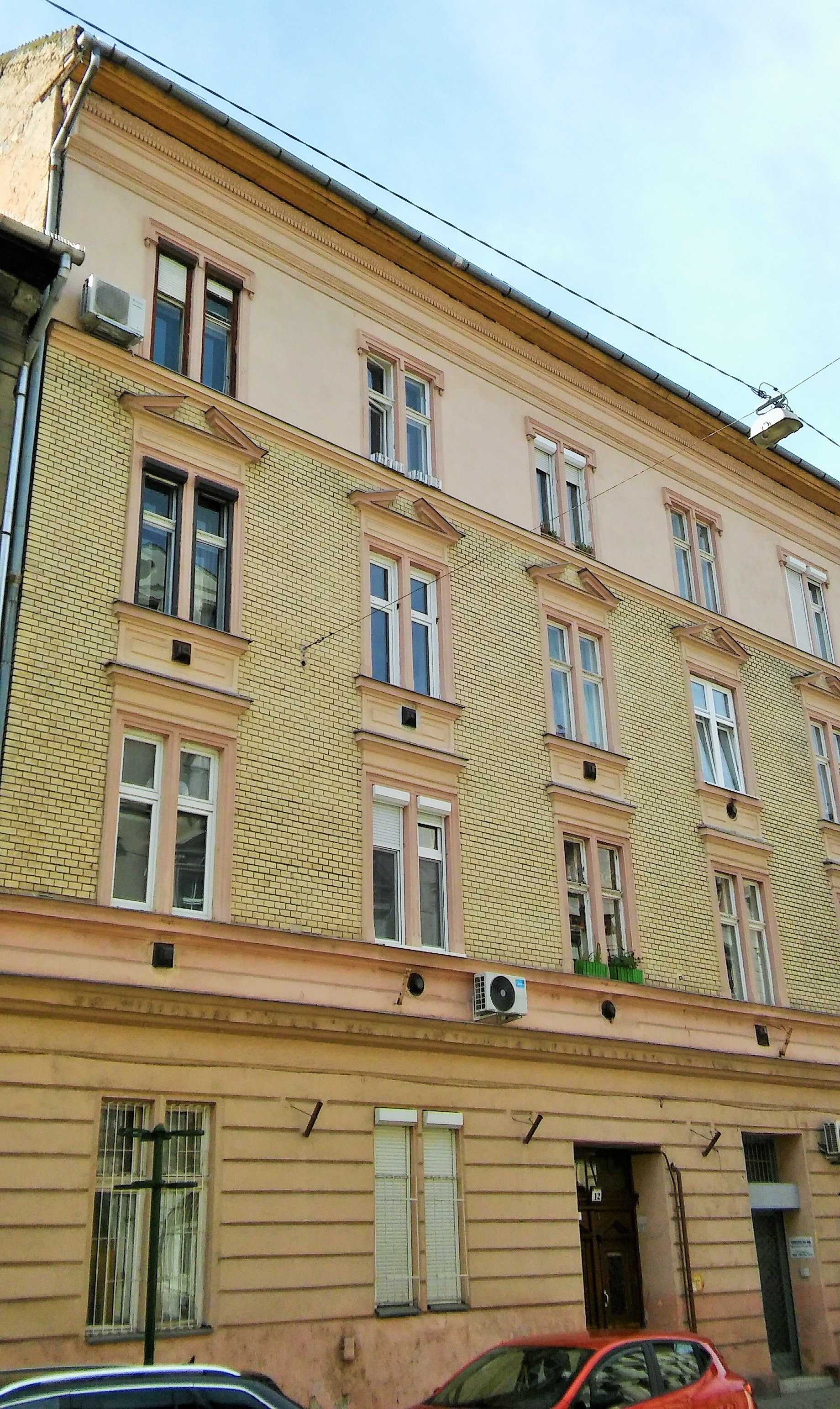
Tisza u. 12.
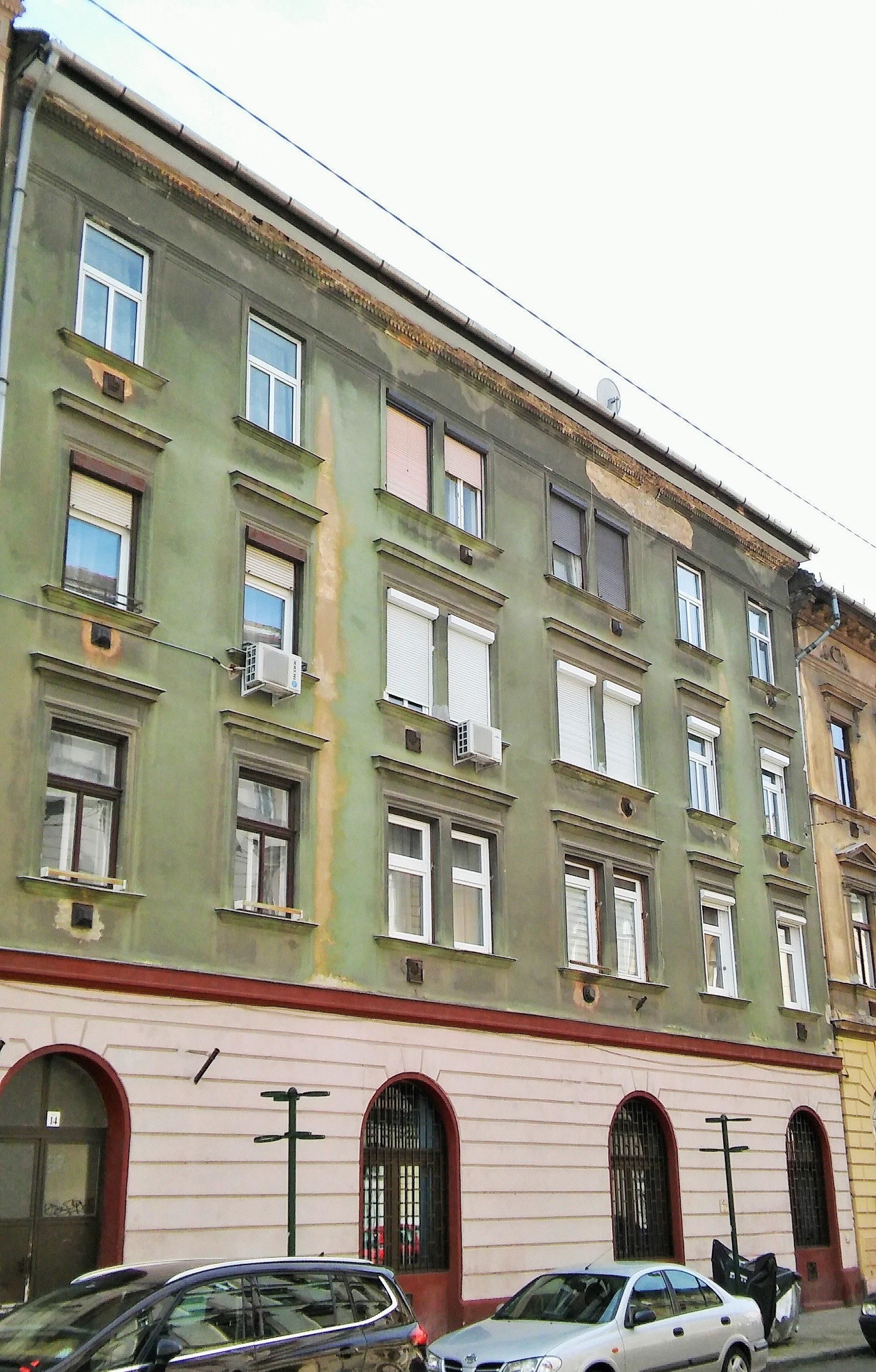
Tisza u. 14.
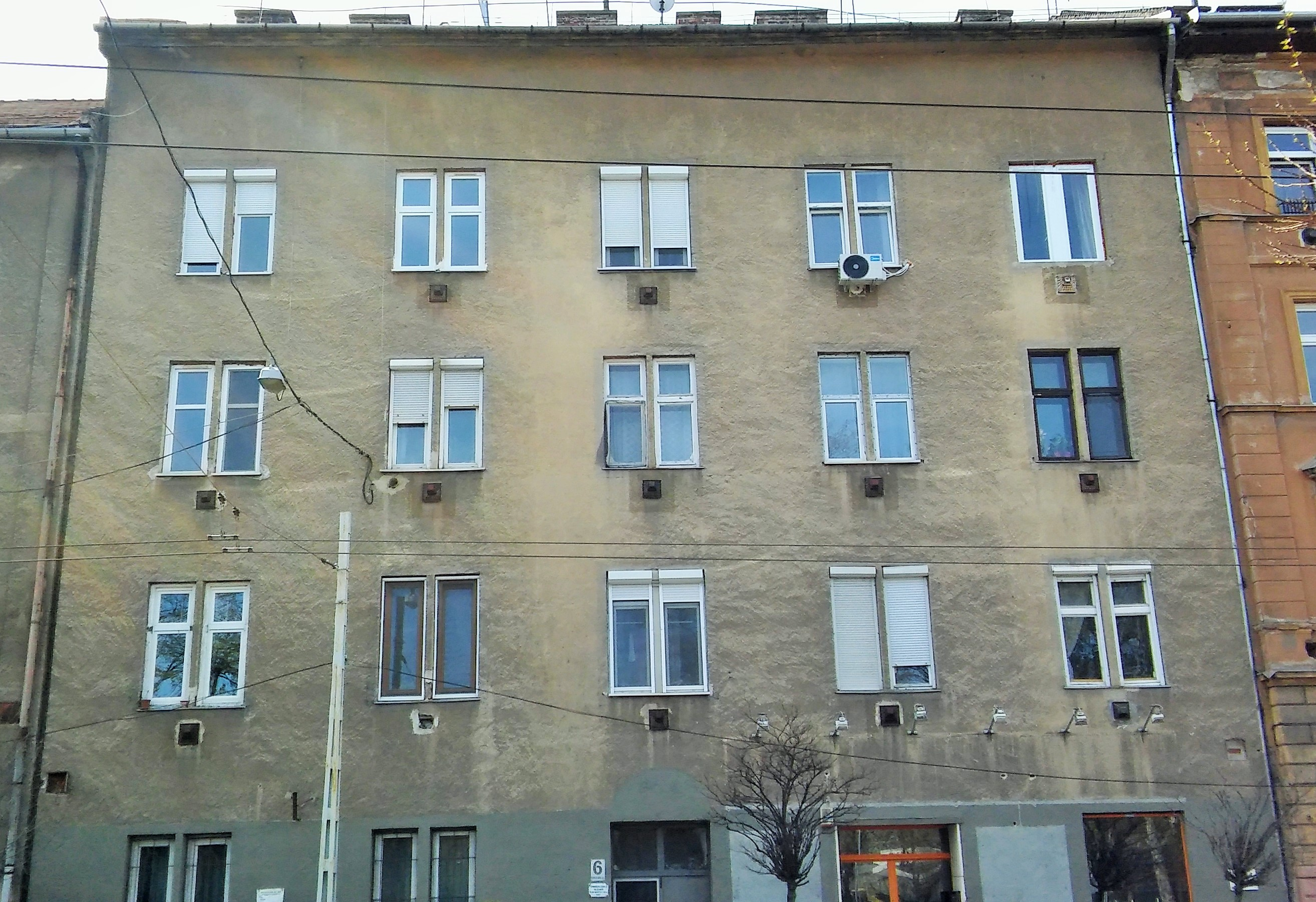
Dráva u. 6.
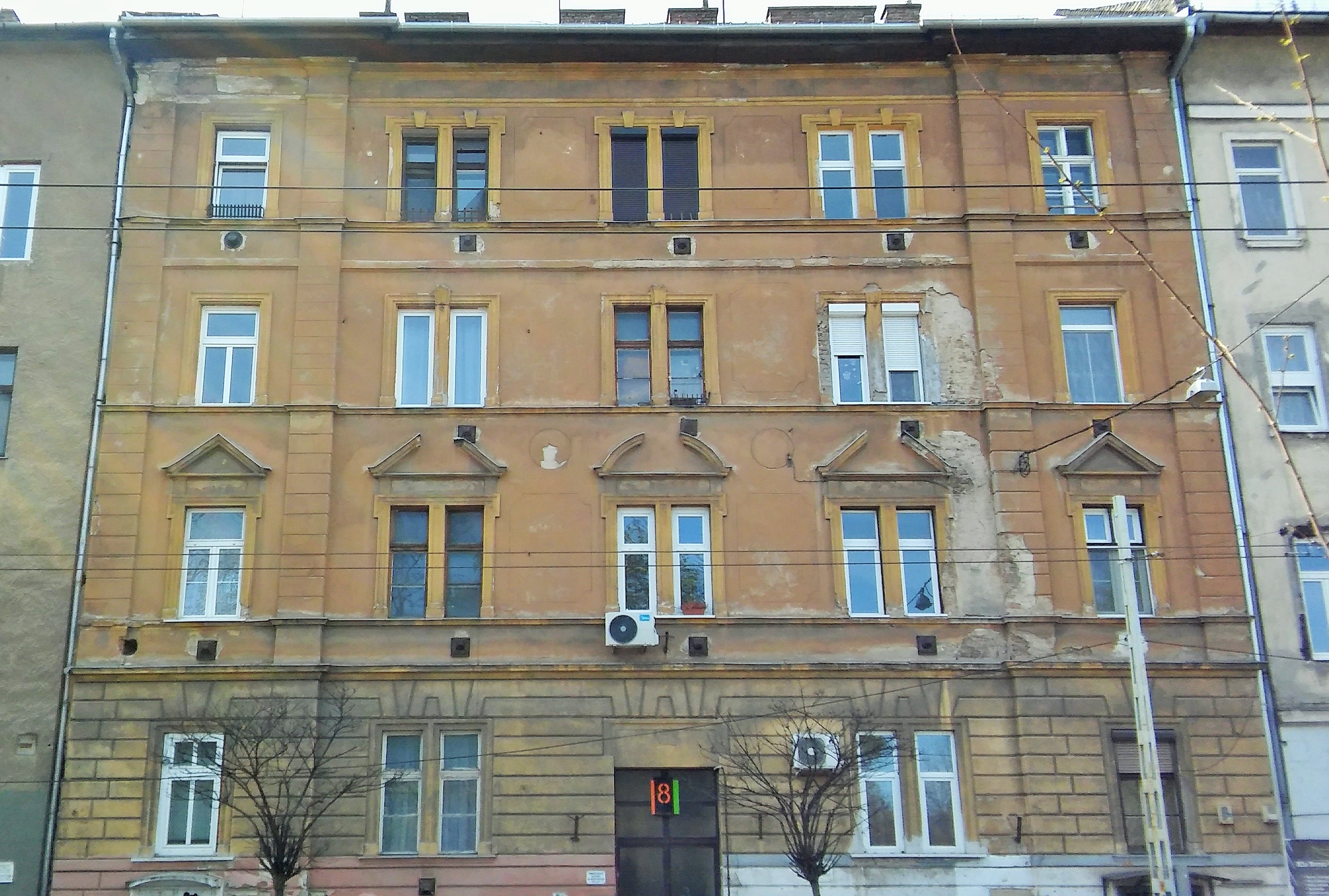
Dráva u. 8.
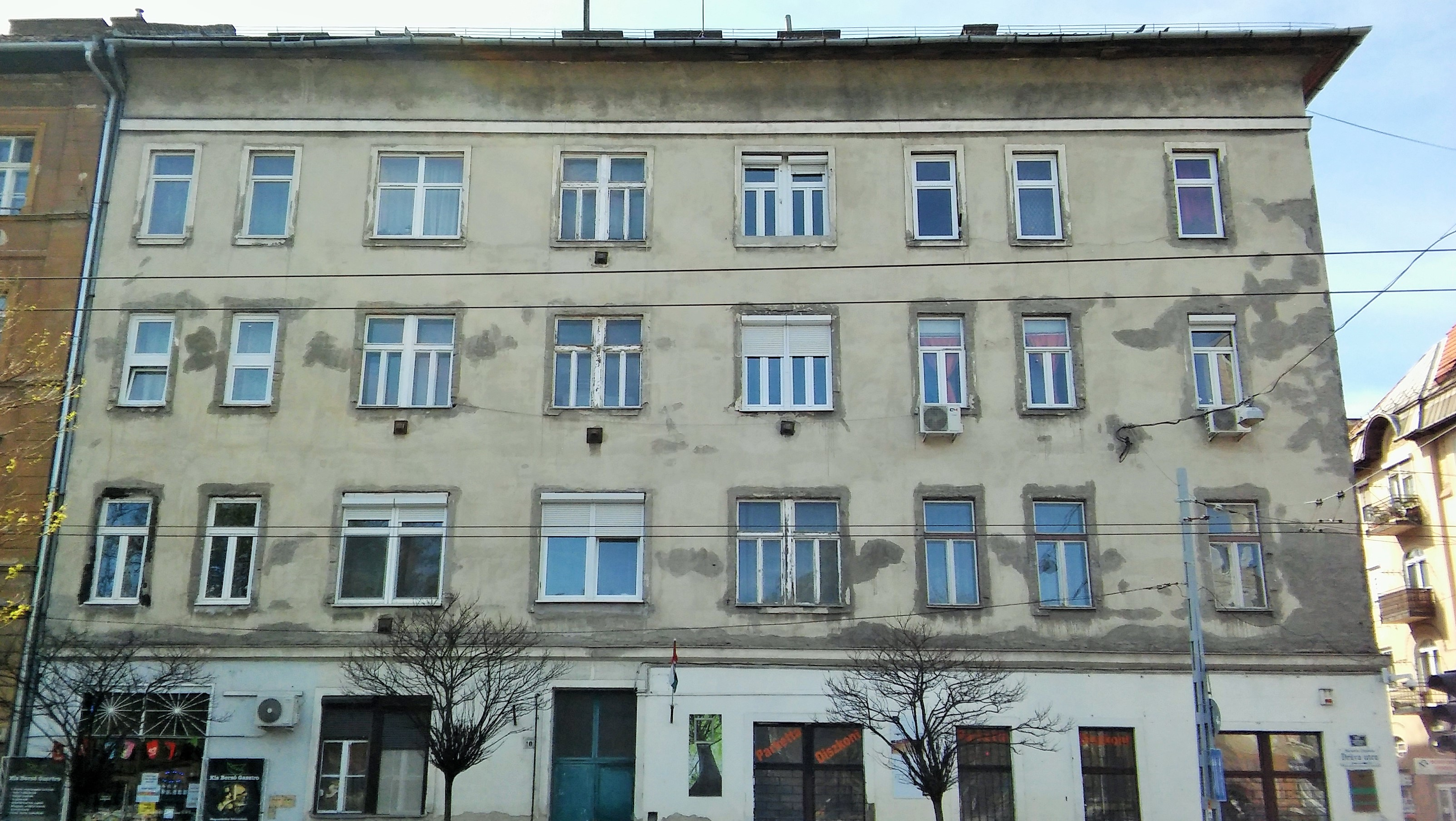
Dráva u. 10.
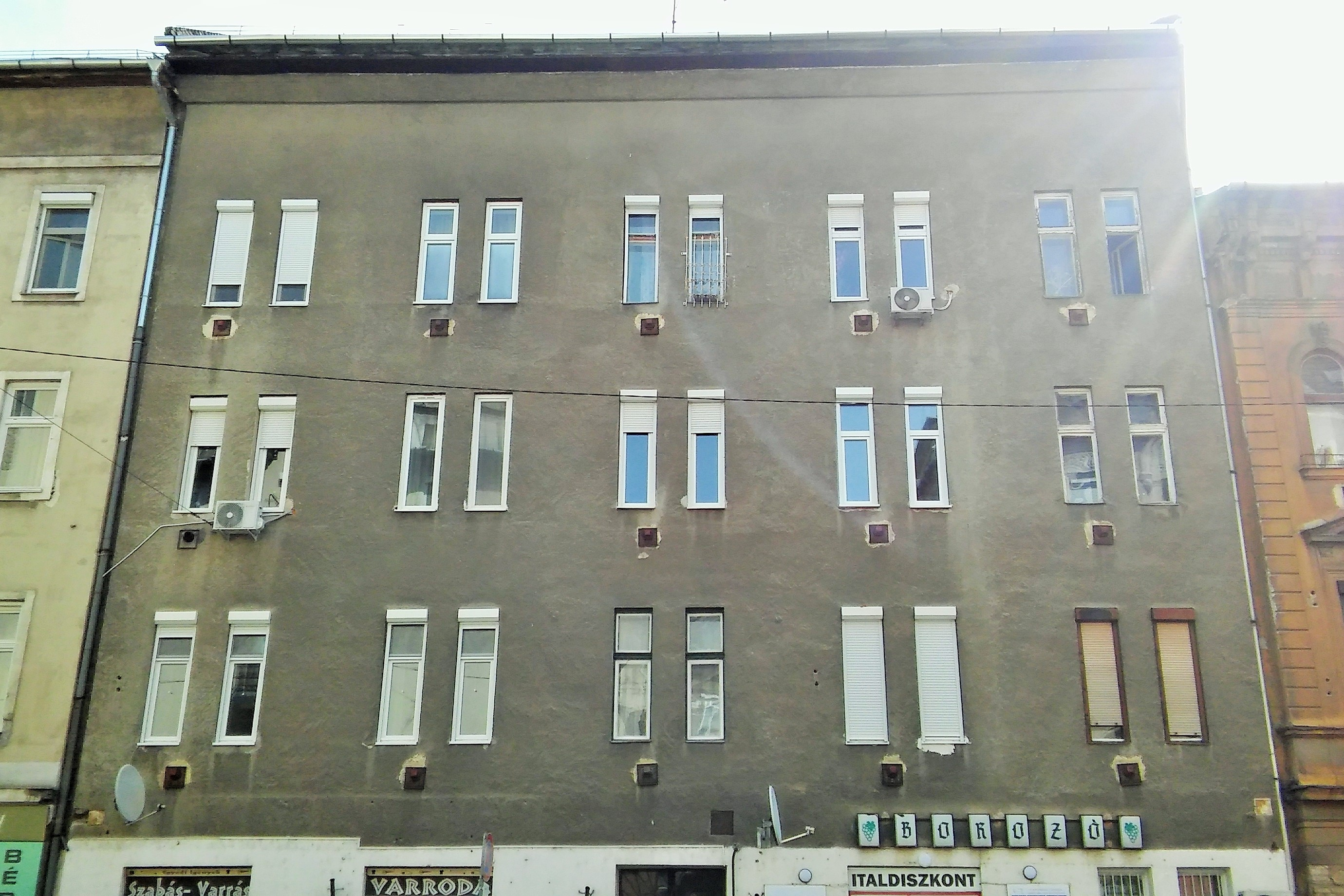
Hegedűs Gyula u. 103.